# Xylocopa assimilis
Xylocopa assimilis är en biart som beskrevs av Conrad Ritsema 1880. Xylocopa assimilis ingår i släktet snickarbin, och familjen långtungebin. Inga underarter finns listade i Catalogue of Life.